# Full Circle (série télévisée, 2013)
Pour les articles homonymes, voir Full Circle.
Full Circle est une série télévisée américaine d'anthologie saisonnière en trente épisodes d'environ 30 minutes créée par Neil LaBute et diffusée entre le 9 octobre 2013 et le 5 octobre 2016 sur la chaîne Audience Network de DirecTV.
Cette série est inédite dans tous les pays francophones.

## Synopsis
Les vies de onze personnages vont se croiser au fil des différents épisodes. L'action se passe dans un restaurant.

## Distribution

### Acteurs principaux

#### Première saison (2013)
- David Boreanaz : Jace Cooper
- Kate Walsh : Trisha Campbell
- Tom Felton : Tim Abbott
- Billy Campbell : Trent Campbell
- Minka Kelly : Bridgette Murphy
- Julian McMahon : Stanley Murphy
- Keke Palmer : Chan'dra Stevens
- Devon Gearhart : Cliff Campbell
- Noah Silver : Robbie Fontaine
- Ally Sheedy : Celeste Fontaine
- Cheyenne Jackson : Peter Barlow

#### Deuxième saison (2015)
- Terry O'Quinn : Jimmy Parerra
- Stacy Keach : Bud O’Rourke
- Chris Bauer : Richie
- Rita Wilson : Shelly Parerra
- Brittany Snow : Katie Parerra
- Patrick Fugit : Paulie Parerra
- David Koechner : Phil
- Calista Flockhart : Ellen
- Eric McCormack : Ken
- Kate Burton : Vera

#### Troisième saison (2016)
- Dougray Scott : U.S. Senator Davis Faulkner
- Kim Raver : Madeline Faulkner
- Mariana Klaveno : Angela Mancuso
- Harold Perrineau : Damon Houserman
- Christopher Gorham : Rick D’Andres
- Max Arciniega : Alex Hidell
- Bob Stephenson : Sidney Waverly
- Raymond Cruz : Federico Sturgis
- Laura San Giacomo : Elena Medina
- Graham Beckel : Isaac Dellahunt

## Production
Le 17 avril 2013, DirecTV commande la série. Le 23 mai suivant, la distribution est annoncée : David Boreanaz, Kate Walsh, Tom Felton, Billy Campbell, Minka Kelly, Julian McMahon, Keke Palmer, Devon Gearhart, Noah Silver, Ally Sheedy, Cheyenne Jackson et Robin Weigert.
Le 20 août 2014, la série est renouvelée pour une deuxième saison. En octobre 2014, les acteurs suivants sont choisis : Terry O'Quinn, Stacy Keach, Chris Bauer, Rita Wilson, Brittany Snow, Patrick Fugit, David Koechner, Calista Flockhart, Eric McCormack et Kate Burton.
Le 23 décembre 2015, la série est renouvelée pour une troisième saison, qui mettra en vedette Dougray Scott ( Mission impossible 2 ), Kim Raver (Grey's Anatomy, Revolution, 24), Mariana Klaveno (Devious Maids), Harold Perrineau (Lost), Christopher Gorham (Covert Affairs), Max Arciniega (Blood and Oil), Bob Stephenson (Fight Club), Raymond Cruz (Breaking Bad), Laura San Giacomo (Just Shoot Me) et Graham Beckel (Halt and Catch Fire).

### Fiche technique
- Titre original : Full Circle
- Titre français :
- Réalisation :
- Scénario :
- Direction artistique :
- Décors :
- Costumes :
- Photographie :
- Montage :
- Musique :
- Casting :
- Production :
- Production exécutive :
- Société(s) de production :
- Société(s) de distribution (télévision) : DirectTV
- Pays d'origine :  États-Unis
- Langue originale : anglais
- Format :
- Genre : comédie dramatique
- Durée : 30 minutes

## Épisodes

### Première saison (2013)
1. Tim and Bridgette
2. Bridgette and Stanley
3. Stanley and Jace
4. Jace and Chan'dra
5. Chan'dra and Cliff
6. Cliff and Trent
7. Trent and Trisha
8. Trisha and Robbie
9. Robbie and Celeste
10. Celeste and Tim

### Deuxième saison (2015)
Elle est diffusée depuis le 25 mars 2015.
1. Jimmy and Richie
2. Richie and Shelly
3. Shelly and Katie
4. Katie and Paulie
5. Paulie and Phil
6. Phil and Ellen
7. Ellen and Ken
8. Ken and Vera
9. Vera and Bud
10. Bud and Jimmy

### Troisième saison (2016)
Elle est diffusée depuis le 7 septembre 2016.
1. Faulkner and Madeline
2. Madeline and Houserman
3. Houserman and D'Andres
4. D'Andres and Waverly
5. Waverly and Angela
6. Angela and Medina
7. Medina and Hidell
8. Hidell and Sturgis
9. Sturgis and Dellahunt
10. Dellahunt and Faulkner